# Последний поворот на Бруклин (фильм)
«Последний поворот на Бруклин» (англ. Last Exit To Brooklyn; другое название — «Последний выход в Бруклине») — кинофильм. Экранизация одноимённого романа, автор которого — Хьюберт Селби.

## Сюжет
Действие происходит в Бруклине (районе Нью-Йорка) в 1952 году. Фильм представляет собой ряд зарисовок из жизни мелких мошенников, наркоманов и проституток. Гнетущая бедность и социальная неустроенность толкает героев на нарушение закона.
Фоном проходят социальные катаклизмы, связанные с забастовкой докеров, результат которой важен для всего города.

## Актёрский состав
- Стивен Лэнг — Гарри Блэк
- Дженнифер Джейсон Ли — Тралала
- Берт Янг — Большой Джо
- Питер Добсон — Винни
- Стивен Болдуин — Сэл
- Джейсон Эндрюс — Тони
- Джеймс Лоринц — Фредди
- Сэм Рокуэлл — Эл
- Майя Дэнцингер — Мэри Блэк
- Камилль Савиола — Элла
- Рики Лейк — Донна
- Кэмерон Йоханн — Спук
- Джон Костелло — Томми
- Кристофер Мёрни — Поли
- Алексис Аркетт — Джорджетт
- Марк Бун младший — Уилли
- Рутаня Алда — мать Джорджетт
- Майкл О’Хара — полицейский

## Награды
Фильм получил 6 наград:
- Bavarian Film Awards (1990)

Best Direction (Regiepreis) - Uli Edel
Best Editing (Preis für Schnitt) - Peter Przygodda
- Boston Society of Film Critics Awards 1991

Best Supporting Actress - Jennifer Jason Leigh - For Miami Blues
- German Film Awards (1990)

Film Award in Gold	Outstanding Feature Film (Bester Spielfilm)
Best Direction (Beste Regie) - Ули Эдель — Tied с Бернхардом Викки за фильм Das Spinnennetz (1989).
- New York Film Critics Circle Awards (1990)

Best Supporting Actress - Jennifer Jason Leigh - For Miami Blues